# Haraskär, Kimitoön
Haraskär är en ö i Finland. Den ligger i Skärgårdshavet och i kommunen Kimitoön i den ekonomiska regionen  Åboland i landskapet Egentliga Finland, i den sydvästra delen av landet. Ön ligger omkring 59 kilometer söder om Åbo och omkring 150 kilometer väster om Helsingfors. Haraskär ligger 12 meter över havet.
Öns area är 2,8 hektar och dess största längd är 310 meter i nord-sydlig riktning. Närmaste större samhälle är Dragsfjärd, 17,6 km norr om Haraskär.